# Jeremy Chinn
Jeremy Chinn (Fishers, 26 aprile 1998) è un giocatore di football americano statunitense che milita nel ruolo di outside linebacker e free safety per i Las Vegas Raiders della National Football League (NFL).

## Carriera

### Carolina Panthers
Chinn al college giocò a football alla Southern Illinois University dal 2016 al 2019. Fu scelto nel corso del secondo giro (64º assoluto) del Draft NFL 2020 dai Carolina Panthers. Debuttò come professionista nella gara del primo turno contro i Las Vegas Raiders mettendo a segno 8 tackle. Alla fine di ottobre Chinn fu premiato come rookie difensivo del mese in cui mise a segno 30 tackle, 4 passaggi deviati e un intercetto. Nella settimana 12 contro i Minnesota Vikings divenne il primo giocatore della storia a ritornare due fumble in touchdown in due azioni consecutive. A novembre fu nuovamente premiato come rookie difensivo del mese in cui mise a segno 30 tackle e forzò un fumble. La sua prima stagione si chiuse con 116 tackle, un sack e un intercetto in 15 presenze.

### Washington Commanders
Chinn firmò un contratto di un anno con i Washington Commanders il 14 marzo 2024.

### Las Vegas Raiders
Il 13 marzo 2025 Chinn firmó con i Las Vegas Raiders un contratto biennale del valore di 16 milioni di dollari.

## Palmarès
- Rookie difensivo del mese: 2

ottobre e novembre 2020
- PFWA All-Rookie Team - 2020

## Famiglia
Chinn è il nipote dell'ex giocatore dei Denver Broncos e membro della Pro Football Hall of Fame Steve Atwater.